# Shaheen Air International
Shaheen Air International – pakistańskie prywatne linie lotnicze z siedzibą w Karaczi. Obsługują połączenia krajowe oraz na Bliski Wschód. Głównym hubem jest port lotniczy Karaczi.